# Йоганн Вендель Барділі
Йоганн Вендель Барділі (1676– 29.08.1740) — історик, теолог, духівник і секретар вюртемберзького принца Максиміліана Еммануеля. Народився в м. Ройтлінген (Німеччина). Вивчав теологію в Тюбінгенському університеті, де здобув ступінь магістра. Від 1703 був польовим капеланом Максиміліана Еммануеля. Разом з останнім, який із 1708 перебував на службі у шведського короля Карла XII як командир драгунського полку, деякий час жив в Україні. Повернувшись на батьківщину, отримав посаду професора історії у Штутгарті, а від 1730 був парохом у Гербрехтлінгені й радником при вюртемберзькому дворі. Залишив спогади, в яких описав дії шведів протягом 2-го періоду (1707–09) Північної війни 1700—1721 в походах від Саксонії (Німеччина) до м. Бендери (нині місто в Молдові). Особливо важливими для української історії є розповіді про причини переходу гетьмана I. Мазепи на бік шведського короля, конфлікти шведів з місцевим населенням, прихід частини запорожців на підтримку короля й гетьмана, участь козаків в облозі Полтави та відмова турецького султана Агмеда III видати I.Мазепу Петру I. Б. залишив цікавий портретний опис українського гетьмана, якого бачив на початку листопада 1708. Також вмістив короткий нарис історії України, описав її природні багатства, приділив особливу увагу походженню козацтва та його звичаям. Вперше спогади побачили світ німецькою мовою у скороченому варіанті 1730 в Штутгарті, а 1739 та 1755 їх видано у повному обсязі, відповідно — у Франкфурті-на-Одері та Лейпцигу (Німеччина); 1740 опубліковані також французькою мовою. Як історичне джерело спогади Б. заслуговують на довіру, вони вирізняються точністю опису подій та об'єктивністю позиції автора.